# Alexandra Pirici
Alexandra Pirici (* 27. November 1982 in Bukarest) ist eine rumänische Performancekünstlerin und Schauspielerin. Pirici wurde als Tänzerin ausgebildet und erweitert in ihrer Arbeit das Feld zwischen zeitgenössischem Tanz, performativer Kunst und vergänglichen skulpturalen Momenten.
2007 spielte Pirici in dem Film Jugend ohne Jugend von Francis Ford Coppola die Frau im Zimmer 6.
2023 wurde Pirici die Leitung eines neu geschaffenen Lehrstuhls für Performance in der zeitgenössischen Kunst an der Akademie der Bildenden Künste in München übertragen.

## Ausstellungen (Auswahl)
- 2013: An Immaterial Retrospective of the Venice Biennale 55. Biennale di Venezia, Venedig (mit Manuel Pelmuș)
- 2014: Softpower-Sculptural Additions to Petersburg Monuments Manifesta 10, Eremitage, St. Petersburg[4]
- 2014: Confessions Of The Imperfect–1848–1989–Today Van Abbemuseum, Eindhoven
- 2014: Hans Im Glück–Kunst & Kapital Lehmbruck-Museum, Duisburg
- 2016: 9. Berlin Biennale, Berlin
- 2017: 5. Skulptur.Projekte, Münster
- 2017: Delicate Instruments of Engagement. Fortlaufende Performative Aktion, Impulse Theater Festival in Zusammenarbeit mit Kunsthalle Düsseldorf[5]
- 2022: Encyclopedia of Relations auf der 59. Kunstausstellung – La Biennale de Venezia[6]